# Primrose (Nebraska)
Primrose es una villa ubicada en el condado de Boone en el estado estadounidense de Nebraska. En el Censo de 2010 tenía una población de 61 habitantes y una densidad poblacional de 85,03 personas por km².

## Geografía
Primrose se encuentra ubicada en las coordenadas 41°37′26″N 98°14′15″O / 41.62389, -98.23750. Según la Oficina del Censo de los Estados Unidos, Primrose tiene una superficie total de 0.72 km², de la cual 0.72 km² corresponden a tierra firme y (0%) 0 km² es agua.

## Demografía
Según el censo de 2010, había 61 personas residiendo en Primrose. La densidad de población era de 85,03 hab./km². De los 61 habitantes, Primrose estaba compuesto por el 96.72% blancos, el 0% eran afroamericanos, el 0% eran amerindios, el 0% eran asiáticos, el 0% eran isleños del Pacífico, el 0% eran de otras razas y el 3.28% pertenecían a dos o más razas. Del total de la población el 0% eran hispanos o latinos de cualquier raza.